# Daejeon
Daejeon (korejski: 대전) ili Taejon je grad u Južnoj Koreji. U središtu je južnokorejskog poluotoka. Daejeon znači "veliko polje".
Njegovo službeno ime je "Metropolitantski grad Daejeon". Stanovništva ima oko 1,480.000 stanovnika. U gradu je 5 okruga (korejski: 구 (Gu)).
Daejeon se započeo razvijati kao maleno selo zvano Hanbat, a izrastao je u veliki grad tijekom japanskoga okupacijskoga razdoblja. Budući da je Daejeon blizu Seoula, željeznica Ho-Nam otvorena je 1914. Godine 1949. Daejeon više nije bio dio pokrajine Chungcheong jer je postao samoupravni grad, a ima i administrativnu ulogu pokrajine. Tijekom Korejskog rata privremeno je bio glavnim gradom Republike Koreje. U tom razdoblju, oko 70% grada bilo je potpuno uništeno.
Kako je stanovništvo grada raslo, 2006. godine otvorena je prva podzemna željeznica u Daejeonu. Južnokorejski predsjednik Noh Mu Hyun planirao je premjestiti neke od ustanova javne uprave iz Seula do Daejeona.
Daejeon se smatra gradom znanosti i tehnologije. Ima istraživački centar znanosti Daedeock, koji je izgrađen za podršku znanstvenicima i istraživačima u Daejeonu. Godine 1993. grad je održao Daejeon Expo Festival.
Znamenitosti grada uključuju: O-svijet, znanstveni park Expo, Arboretum Hanbat, rekreacijske šume Jangtaesan, planinarski put oko Daejeona, Kulturni i umjetnički centar Daejeona i te toplice Yusong udaljene 11 kilometara od grada.
Grad je cestovno i željezničko čvorište u poljoprivrednom području (voćarstvo i stočarstvo) s razvijenom tekstilnom (prerada pamuka i svile) i kemijskom industrijom te proizvodnjom strojeva i građevinskih materijala (opeke).